# Spilomyia boschmai
Spilomyia boschmai är en tvåvingeart som beskrevs av Lucas 1964. Spilomyia boschmai ingår i släktet trädblomflugor, och familjen blomflugor.
Artens utbredningsområde är Italien. Inga underarter finns listade i Catalogue of Life.